# わたしのそらのいろ
「わたしのそらのいろ」は、佐藤ひろ美（佐藤裕美名義）の楽曲。佐藤が作詞、上松範康が作曲を手掛けた。佐藤のデビューシングルとして2002年8月9日にピンクパイナップルから発売された。販売元はケイエスエス。

## 概要
佐藤のデビューシングル。
表題曲とカップリング曲はアダルトゲームを原作としたOVA『みずいろ』のオープニングテーマ、エンディングテーマとしてそれぞれ使用された。佐藤がアニメ主題歌を担当するのは本作が初めてであり、タイアップの作詞を担当するのも初めてである。
表題曲は2枚目のアルバム『Sugar kiss 〜テーマソングコレクション〜』に収録されており、カップリング曲はアルバム未収録となっている。

## シングル収録内容
| 全作詞: 佐藤裕美。 |                                                            |           |            |      |
| #                  | タイトル                                                   | 作詞      | 作曲・編曲 | 時間 |
| 1.                 | 「わたしのそらのいろ」                                     | 佐藤裕美  | 上松範康   | 3:18 |
| 2.                 | 「こころのカケラ」                                         | 佐藤裕美  | 藤間仁     | 5:09 |
| 3.                 | 「わたしのそらのいろ」(オリジナル・カラオケ)               | 佐藤裕美  |            | 3:18 |
| 4.                 | 「こころのカケラ」(オリジナル・カラオケ)                   | 佐藤裕美  |            | 5:08 |
| 5.                 | 「わたしのそらのいろ」(インストゥルメンタル・ヴァージョン) | 佐藤裕美  |            | 3:18 |
| 6.                 | 「こころのカケラ」(インストゥルメンタル・ヴァージョン)     | 佐藤裕美  |            | 5:07 |
| 合計時間:          | 合計時間:                                                  | 合計時間: | 25:18      |      |